# 도널드 트럼프 주니어
도널드 트럼프 주니어(영어: Donald Trump Jr., 1977년 12월 31일~)는 미국의 기업인이다. 도널드 트럼프와 체코의 모델 이바나 트럼프 슬하의 장남이다. 2017년 1월 11일부터 동생 에릭 트럼프와 함께 트럼프 기업의 사장이되었다.

## 배우자와 자녀
- 버네사 헤이든(2005~2018; 이혼)
- 3남 2녀

## 방한 활동

### 2020년
2020년 대선에서는 자신이 미국 민주당의 부정선거 의혹을 가장 앞서서 제기했다. 실제로 저서 《Triggered: How the Left Thrives on Hate and Wants to Silence Us》를 출판하였다. 이 책은 전미 베스트셀러 1위에 오르게 되었다.

### 2024년
2024년 8월 정치 콘퍼런스 '빌드업코리아 2024' 행사 참석차 방한하였다. 아버지인 도널드 트럼프 미국 대통령으로부터 허락을 받은 뒤 방한한 것으로 알려져 있다.

### 2025년
2025년 4월 정용진 신세계그룹 회장의 초대로 주요 대기업 총수들과 단독 면담을 가졌다.